# Antônio Pires da Silva Pontes Leme
Antônio Pires da Silva Pontes Leme (Mariana, 1750 — Rio de Janeiro, 21 de abril de 1805) foi um governador e explorador brasileiro.
Nasceu em 1750 em Mariana, Minas Gerais, de tradicional família. Estudou em Coimbra, onde se doutorou em matemática. Foi capitão de fragata pela Marinha Portuguesa, lente da Academia Real dos Guardas-Marinhas e sócio da Real Academia das Ciências de Lisboa.
Em 1797 foi nomeado Governador da Capitania do Espírito Santo, então ainda sob domínio administrativo da Bahia. Envolvido em outros encargos cartográficos em Salvador, só assumiu em 1801, permanecendo no lugar até 1804. 
Logo que chegou ao Espírito Santo, Silva Pontes dedicou-se com vigor e rapidez a demarcar os limites centrais da Capitania, ao sul do Rio Doce. Não se preocupou nem com o sul nem com o norte, totalmente coberto de florestas. Seu interesse concentrava-se no Rio Doce.
Morreu no Rio de Janeiro, em 21 de abril de 1805, e foi sepultado no claustro do Convento de Santo Antônio. Era casado com Catharina de Souza Malheiros.